# Карловский элеватор
Карловский элеватор (укр. Карлівський елеватор) — предприятие пищевой промышленности в городе Карловка Карловского района Полтавской области Украины.

## История
Построенный в довоенное время в Карловке элеватор районного хлебоприёмного пункта "Заготзерно" был взорван гитлеровцами в 1943 году, перед отступлением немецких войск.
Новый линейный элеватор на окраине посёлка городского типа Карловка, возле железнодорожной станции был построен в 1951 году и в советское время был одним из ведущих предприятий райцентра.
После провозглашения независимости Украины элеватор перешёл в ведение министерства сельского хозяйства и продовольствия Украины.
В марте 1995 года Верховная Рада Украины внесла элеватор в перечень предприятий, приватизация которых запрещена в связи с их общегосударственным значением.
После создания в августе 1996 года государственной акционерной компании "Хлеб Украины" элеватор стал дочерним предприятием ГАК "Хлеб Украины".
В ноябре 1997 года Кабинет министров Украины утвердил решение о приватизации элеватора в первом полугодии 1998 года.
В дальнейшем, государственное предприятие было преобразовано в открытое акционерное общество, а затем стало структурным подразделением в составе Полтавского хлебоприёмного предприятия.

## Современное состояние
Основными функциями предприятия являются хранение, сушка, очистка и отгрузка зерновых культур (в первую очередь, пшеницы). На элеваторе имеется две зерносушилки и очистное оборудование.
Ёмкость элеватора составляет 46,154 тыс. тонн, зерно хранится в напольных складах.